# K波段多目標攝譜儀

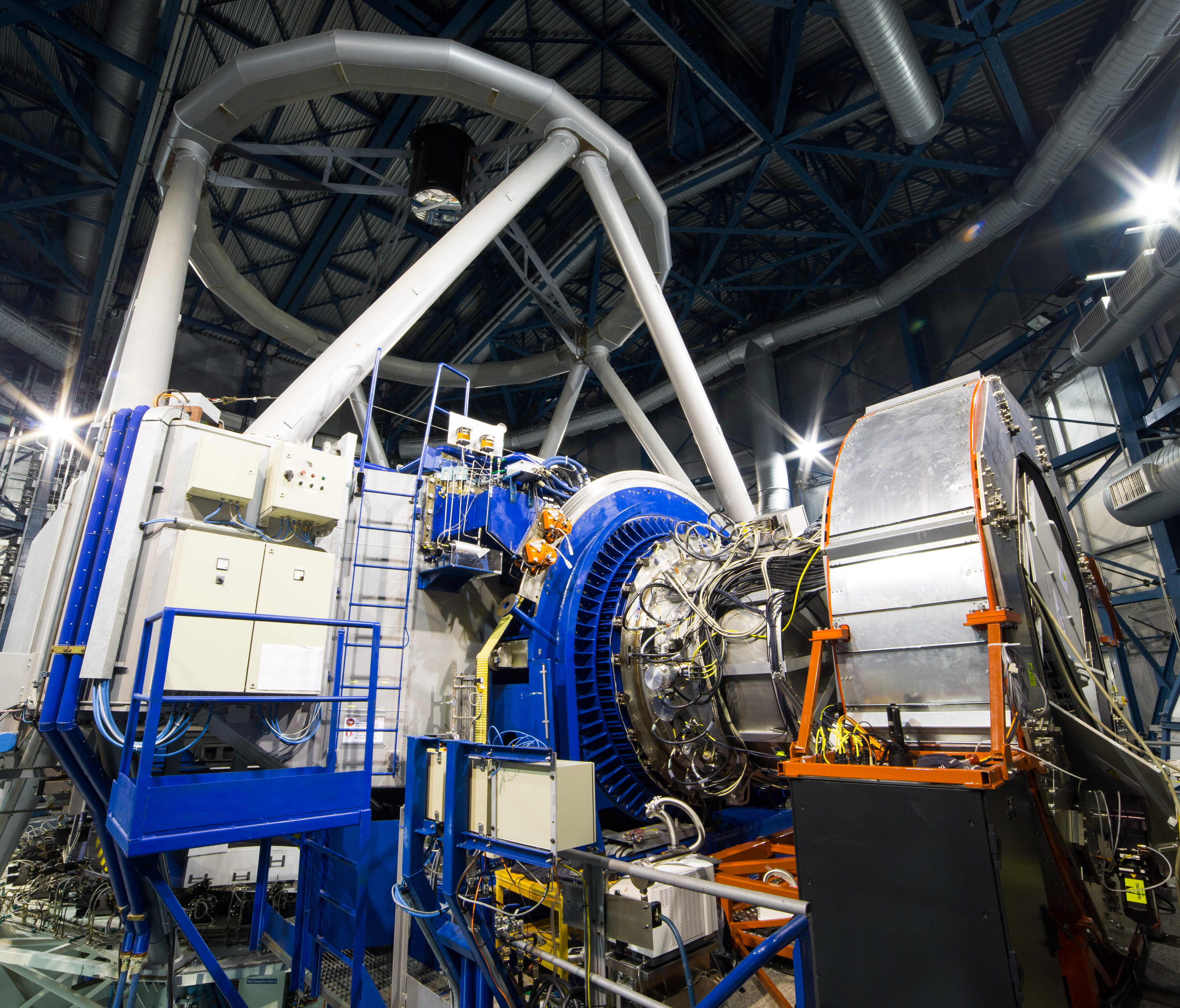
KMOS在2012年首次出現時，安裝在甚大望遠鏡的「阿圖」（UT1，太陽）開光。

K波段多目標攝譜儀（英語：K-band multi-object spectrograph，或 KMOS），是安裝在智利帕拉納天文台ESO的甚大望遠鏡「阿圖」（UT1，太陽）上的儀器。KMOS是一款多目標攝譜儀，能够在紅外光下同時觀察24個物體，並繪製出它們的特性如何因地而異。它將提供關鍵數據，幫助瞭解星系在早期宇宙中是如何生長和演化的。

## 外部連結
- KMOS Science Pages at ESO （页面存档备份，存于）